# Yeshi (sockenhuvudort i Kina, Jiangxi Sheng, lat 28,31, long 114,93)
Yeshi är en sockenhuvudort i Kina. Den ligger i provinsen Jiangxi, i den sydöstra delen av landet, omkring 100 kilometer sydväst om provinshuvudstaden Nanchang. Antalet invånare är 7 106. Befolkningen består av 3 361 kvinnor och 3 745 män. Barn under 15 år utgör 19,0 %, vuxna 15-64 år 70 %, och äldre över 65 år 9,0 %.
Runt Yeshi är det tätbefolkat, med 266 invånare per kvadratkilometer. Närmaste större samhälle är Xinchang, 17,4 km nordväst om Yeshi. I omgivningarna runt Yeshi växer huvudsakligen savannskog.
Genomsnittlig årsnederbörd är 2 214 millimeter. Den regnigaste månaden är maj, med i genomsnitt 382 mm nederbörd, och den torraste är oktober, med 45 mm nederbörd.